# Il cuore della bestia
Il cuore della bestia è la terza pubblicazione dei Rivolta dell'Odio, uscito come EP su 7" nel 1984 pre la Totò alle prese coi dischi di Jumpy Velena.

## Tracce
Lato A - Rivolta dell'Odio
1. Altari del terrore

Lato B - Cracked Hirn
1. Oscurati
2. Dal fumo di terezin